# Gartnait IV dei Pitti
Gartnait mac Domnaill, o Gartnait mac Dúngail (... – 663), è stato sovrano dei Pitti.
Succedette a Talorgan mac Enfret nel 657. Secondo la Cronaca dei Pitti regnò sei anni o sei anni e mezzo. Sarebbe morto nel 663 secondo gli Annali dell'Ulster o quelli di Tigernach. Gli sarebbe successo il fratello Drest VI.